# Brandýs nad Orlicí (zámek)
Zámek Brandýs nad Orlicí se nachází ve stejnojmenné obci Brandýs nad Orlicí nedaleko Ústí nad Orlicí ve východních Čechách. 
Barokní zámek z let 1781–1783 byl postaven stavitelem Josefem Tůmou (Thoma) na žádost Františka Norberta z Trauttmansdorffu. Budova se nachází v místech někdejšího kláštera Jednoty bratrské, později panského domu. V roce 1914 se zámek přiblížil neobarokní přestavbou Aloise Dlabače současnému stavu.

## Historie
1781–1806: Trauttmansdorffové
Roku 1781 začala stavba zámku v Brandýse nad Orlicí. Investor byl šlechtic a majitel František Norbert Trauttmansdorff a stavitel Josef Thoma. Původně měl být zámek podstatně větší (čtyřkřídlý s nádvořím). Rodina Trauttmansdorffů zde chtěla mít patrně letní sídlo. Z návrhu sešlo a byl postaven pouze malý dům, ve kterém sídlila správa panství. Syn František Ferdinand Trauttmansdorff zámek roku 1806 prodává.

#### 1806–1817: Knížata z Lynaru
Roku 1806 byla povýšena pruská hrabata z Lynaru do knížecího stavu. Lynarové potřebovali rozšířit svůj majorát, a proto využili výhodné koupě Brandýského panství. Rod sídlí v Prusku a v Brandýse má dosazeného správce. Zámek prodává roku 1817.

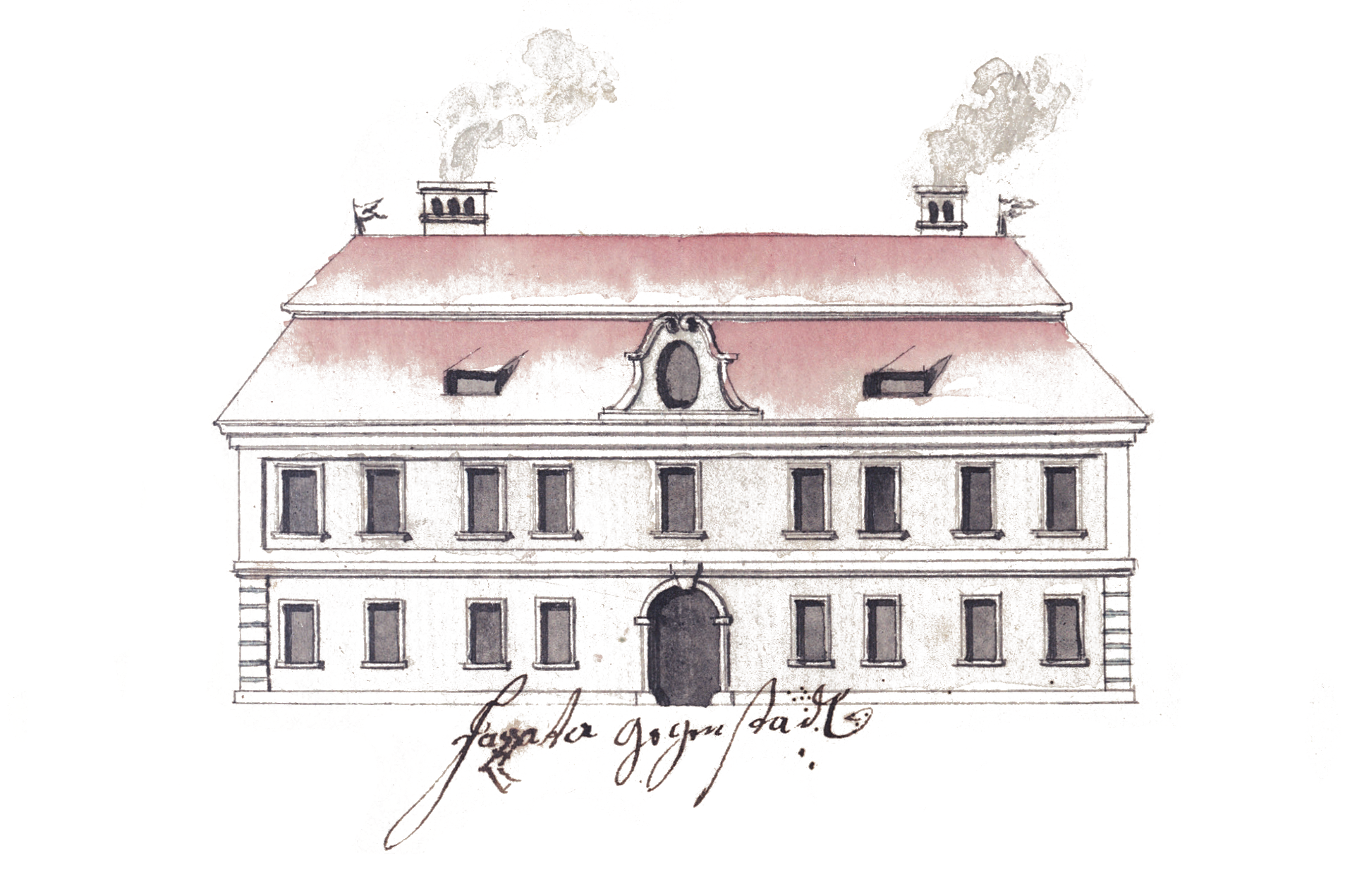
Plán na stavbu nové úřednické budovy, realizovaná varianta, Joseph Thoma, nedatováno, před 1781

#### 1817–1831: Rodina Blažkova
Nový majitel Karel Blažek je první majitel, který na zámku žil. Proto si dům nechal moderně upravit. Přistavěl jižní arkády a začal se stavbou hospodářských stavení kolem zámku. Všechny budovy v areálu uzavíraly pomyslný dvůr. Karel Blažek po pádu z koně roku 1818 umírá na následky zranění. Zámek dědí jeho žena Marie Magdalena, která se snaží o zámek starat, ale zadluženost rodiny ji donutí roku 1831 zámek prodat.

#### 1831–1855: Valdštejn Vartenberkové

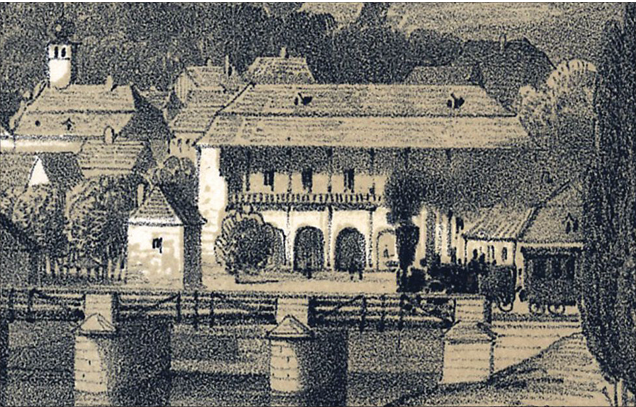
Jedno z nejstarších vyobrazení zámku, po roce 1845.

V těchto letech patřil zámek panstvu z Litomyšle. Roku 1845 je postavena železnice a romantické údolí městečka získává na atraktivitě. Od 50. let 19. století vykonává funkci správce Václav Flieder, kterému se roku 1853 narodil syn Karel, jenž se vyučil právníkem a pomáhal po vzniku samostatného Československa vytvářet samostatný právní systém. Valdštejn Vartenberkové přicházejí o panství roku 1855 v exekuční dražbě.

#### 1855–1869: Alfons Michäel Chimay a jeho synové
Zámek kupuje belgický podnikatel, vlastník huti u Brna. Sídlí sice patrně na zámku v Žampachu, ale v Brandýse byl velmi oblíben a věnoval pozemek a finanční podporu na postavení vůbec prvního pomníku Jana Amose Komenského zde v Brandýse nad Orlicí roku 1865. V témže roce umírá a zámek dědí jeho 3 synové, kteří jej roku 1869 prodávají.

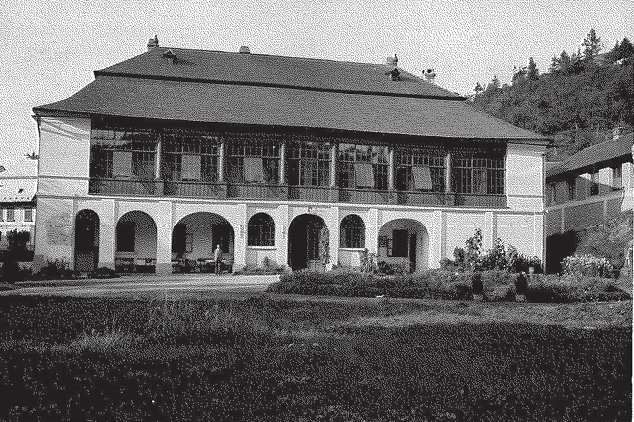
Podoba zámku před pseudobarokní přestavbou roku 1914.

#### 1869–1912: Parishové
Rodina Parishových kupuje kupuje zámek, aby rozšířil své državy ve východních Čechách. Budovu dvakrát upravili, poprvé v 70. letech 19. století, kdy zbourali všechny hospodářské budovy postavené Karlem Blažkem. Zřídili také okrasné jezírko s vodotryskem. Druhá přestavba proběhla na přelomu 80. a 90. let 18. století, kdy se do zámku stěhuje Oscar Parish se svojí manželkou. Nechávají zasklít lodžii v prvním patře, zazdít severní vstup a upravit arkády. Žijí zde do roku 1894, kdy se stěhují do Žamberka (kde sídlí dosud) a zámek prodávají roku 1912.

#### 1912–1914: Plchovi
Roku 1912 kupuje zámek oční a žaludeční lékař  MUDr. František Plch, který chtěl na zámku zřídit pohostinství. Svůj záměr však nedokončil, protože v červnu roku 1912 se zastřelil. Zámek dědí jeho manželka Emilie a do dvou let ho prodává.

#### 1914–1950: Fischerovi
Roku 1914 kupuje zámek vdova po generálním řediteli cukrovaru v Pečkách Karla Fischerová, která zámek přestavuje podle architekta Aloise Dlabače do dnešní podoby. Karla umírá roku 1934 a majitelkami zámku se stávají její tři dcery: Rudolfina, Karla a Marie. Rudolfina se po vzniku samostatného Československa (1918) nepřihlásila k československé národnosti, a proto se na ni vztahovaly po válce dekrety. 1/3 zámku připadla národní správě. Celý zámek byl zkonfiskován 10. 6. 1950.

#### 1950–2019: zámek zestátněn
V letech 1950 - 1957 na zámku sídlila Československá obec sokolská. Po jejím zrušením zde sídlily dva internáty, nejprve internát textilní školy v Ústí nad Orlicí a od roku 1984 internát železniční školy v České Třebové.

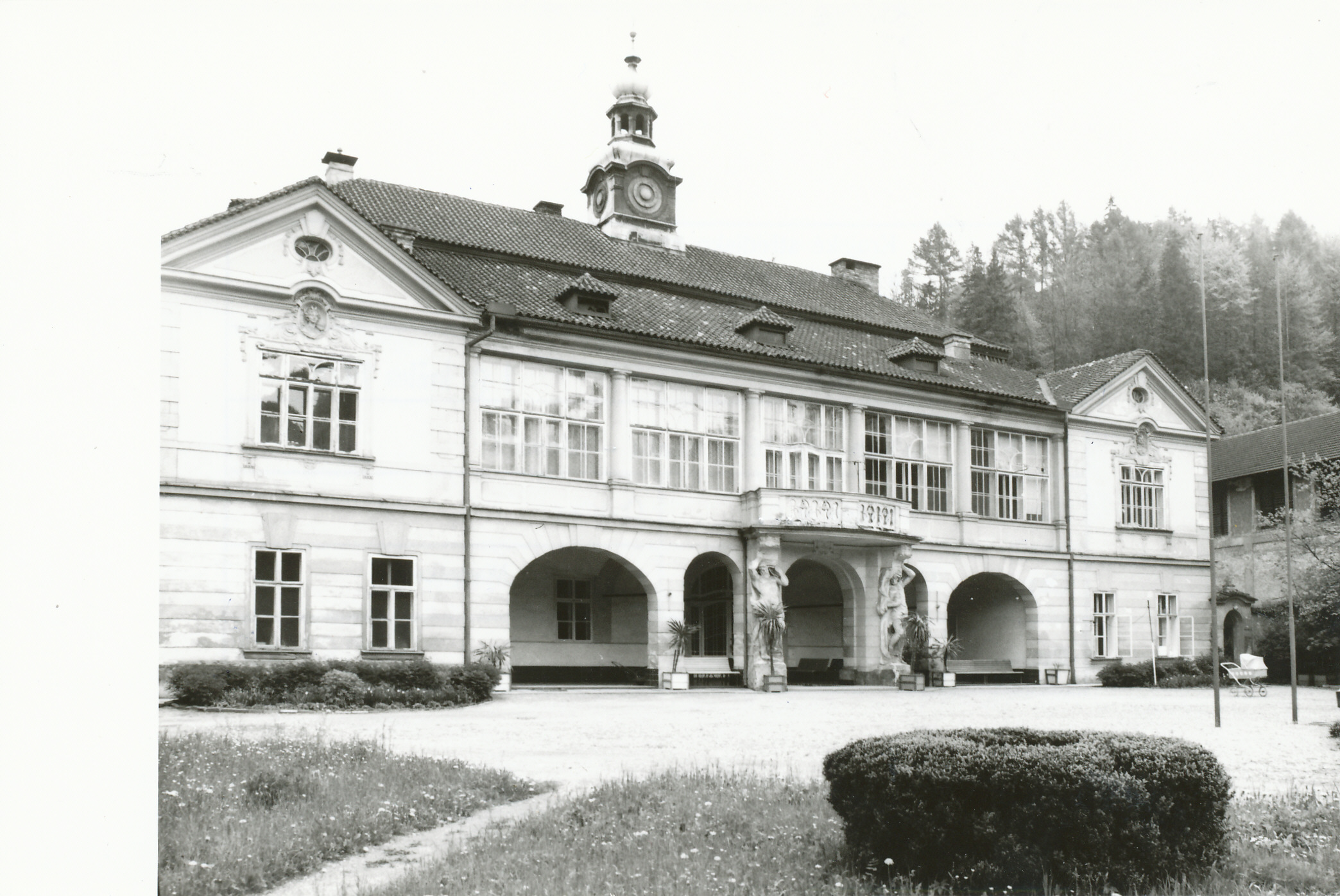
Zámek roku 1978

Po roce 1993 sloužila budova jako výchovný ústav pro problémové dívky. V roce 1997 poškodily zámek povodně. Provoz ústavu byl přerušen až v roce 2013, když spadl nad hlavním schodištěm strop. Jednu z dívek údajně zasáhly padající trosky, nicméně nedošlo k vážnějšímu zranění.
Od roku 2014 byl zámek opuštěný a Úřad pro zastupování státu ve věcech majetkových ho několikrát nabízel v dražbě. Ucpané okapní svody zničily čelní fasádu. Měděné parapety i mosazné kliky z interiéru byly ukradeny. V nevětrané budově se rozrostla dřevomorka. V roce 2019 po 4. kolech dražby získal zámek lékař Pavel Skalický, který plánuje budovu spolu s přáteli zachránit, rekonstruovat a částečně zpřístupnit veřejnosti.